# Космический рыцарь и звёздные шерифы
«Космический рыцарь и звёздные шерифы» (англ. Saber Rider and the Star Sheriffs) — мультипликационный сериал в жанре космического вестерна с элементами «меха», использующий концепцию, аналогичную сериалам Galaxy Rangers и BraveStarr. Создан на основе японского сериала Star Musketeer Bismarck (яп. 星銃士ビスマルク Seijūshi Bisumaruku), созданного Studio Pierrot в 1984 году и получившего ограниченную популярность в Японии. В 1986 году права на оригинальный сериал были приобретены американской компанией World Events Productions (WEP), которой были переработаны сюжет и оформление, а также создано шесть полностью новых эпизодов.
В России сериал неоднократно транслировался каналом 2x2 в начале 1990-х годов. При этом были показаны не все серии, причем вперемежку с сериалом  Star Musketeer Bismarck (яп. 星銃士ビスマルク Seijūshi Bisumaruku) - часть серий от этого сериала, часть серий от Saber Rider and the Star Sheriffs.

## Сюжет
В отдалённом будущем человечество вышло в далёкий космос и колонизировало планеты по всей Вселенной, основав Новые Рубежи.
Для защиты поселенцев и поддержания закона на Новых Рубежах была создана Земная Кавалерия, являвшаяся по сути военной организацией и содержащая армию и космический флот. В организации также было создано особое подразделение так называемых Звёздных Шерифов, которые работали как полевые агенты, расследуя преступления и заговоры против безопасности Новых Рубежей.
Главным врагом Кавалерии и Звёздных Шерифов являлась разумная раса, известная как Аутрайдеры (Vapor Beigns, Outriders). Они вторгались из другого измерения с целью захвата, разрушали поселения и нападали на их жителей, а также похищали людей для дальнейшей их эксплуатации на добыче полезных ископаемых.
По сравнению с людьми, Аутрайдеры имели более продвинутую военную технологию и обладали легионом гигантских роботов, исключительной огневой мощи которых не мог противостоять космический флот Кавалерии. Чтобы получить возможность сражаться на равных с таким сильным противником, Кавалерия разработала прототип боевого космического корабля под названием «Ramrod Equalizer Unit» (сокращённо Ramrod), имеющего возможность трансформироваться в мощного боевого человекоподобного робота.